# Position de l'Église catholique sur la théorie de l'évolution
La position de l'Église catholique sur la théorie de l'évolution maintient l'inerrance de la Bible tout en estimant nécessaire de distinguer les différents domaines ou hypothèses, partant, les conclusions certaines des sciences profanes[pas clair].

« En créant l'homme et la femme, Dieu leur avait donné une participation spéciale à sa vie divine, dans la sainteté et la justice. Dans le projet de Dieu, l'homme n'aurait dû ni souffrir ni mourir. En outre, il régnait une harmonie parfaite de l'homme en lui-même, entre la créature et le Créateur, entre l'homme et la femme, comme aussi entre le premier couple humain et toute la création. »

— CEC 374-379
L’Écriture montre les conséquences dramatiques de cette première désobéissance. Adam et Ève perdent immédiatement la grâce de la sainteté originelle (cf. Rm 3, 23). Ils ont peur de ce Dieu (cf. Gn 3, 9-10) dont ils ont conçu une fausse image, celle d’un Dieu jaloux de ses prérogatives (cf. Gn 3, 5).

## Premières réactions négatives à la théorie
Dès 1860, De l'origine des espèces est traduit en allemand. Le livre, bien qu'il ne parle pas de l'homme, est condamné par l'épiscopat allemand. Ainsi, le concile provincial de Cologne en 1860 déclare : « Nos premiers parents ont été créés directement par Dieu. C'est pourquoi nous déclarons en contradiction avec la Sainte Écriture et avec la foi l'opinion de ceux qui n'hésitent pas à affirmer l'évolution spontanée d'une nature imparfaite vers une forme connexe plus parfaite d'où enfin serait issu l'homme au moins dans son corps ».
Cette prise de position influence la préparation du premier concile œcuménique du Vatican au cours duquel il est prévu de qualifier de dogme « l'idée d'une descendance de toute l'humanité à partir d'un couple unique », autrement dit le monogénisme alors que les papes à cette époque interdisent aux savants catholiques de continuer leurs recherches dans la direction du polygénisme, mais le concile est interrompu en 1870. Des mesures disciplinaires s'abattent cependant sur les théologiens « darwiniens ».
En 1875, le pape Pie IX condamne le transformisme, comme l'attestent ses lettres.

## Réactions positives à la théorie: les théologiens «darwiniens» à la fin duXIXesiècle
En 1869, le docteur Francesco Barrago déclare que l'homme ressemble au singe avant de ressembler à Dieu : il est immédiatement anathémisé par Mgr Miglior. Le père dominicain Marie-Dalmace Leroy (1828—1905), publie en 1887 son Évolution des espèces organiques où il tente de démontrer que le transformisme — il n'ose pas employer le terme d'évolutionnisme — ne conduit pas nécessairement à l'athéisme et qu'il convient d'abandonner la lecture littérale de la Genèse. Selon lui, la Bible ne dit rien sur la fixité des espèces et certains Pères de l'Église comme Grégoire de Nysse ou saint Augustin sont favorables à une idée de transformation de la vie non humaine grâce aux logoi spermatikoi : selon leur vision dynamique d'un monde, ces espèces sont initialement dotées par Dieu d'une « puissance active » (théorie des (raisons séminales (en)) qui leur permet de se développer selon leurs propres ressources. La Congrégation de l'Index demande l'interdiction du livre mais accepte, devant la rétractation de Leroy en 1895, de ne pas publier le décret .
En 1896, le père John Augustine Zahm publie Evolution and Dogma dans lequel il refuse partiellement le concordisme. Les théologiens transformistes Geremia Bonomelli (en), John Hedley (en) ou George Jackson Mivart (évolutionniste anti-darwinien) sont comme Zahm plutôt réticents à l'évolutionnisme matérialiste et naturaliste et favorables à l'évolutionnisme théiste (en). Ils sont également inquiétés par l'Église mais pas condamnés, à l'exception de Raffaello Caverni (it) dont l'œuvre est mise à l'index.

## Positions des souverains pontifes

### Léon XIII
Dans un second temps, l'Église catholique quoique nettement défavorable au transformisme ne le condamne cependant pas directement, mais précise en 1893 dans l'encyclique Providentissimus Deus ce qu'il faut entendre par la vérité de l'« inspiration par l'Esprit Saint » de la Bible :

« Les livres de l'Ancien Testament et du Nouveau Testament, avec toutes leurs parties, tels qu'ils ont été reconnus par le Concile de Trente doivent être reconnus comme sacrés et canoniques, non pas en ce sens que, composés par le génie humain, ils ont ensuite reçu son approbation, ni seulement qu'ils contiennent la révélation sans aucune erreur, mais parce qu'ils ont été écrits sous l'inspiration du Saint-Esprit et ont ainsi Dieu pour auteur. »

— Léon XIII, Providentissimus Deus

### Pie X
La réserve de certains membres de l'Église catholique à la théorie de l'évolution proposée par Charles Darwin entre dans le cadre d'une méfiance plus globale face au scientisme et au socialisme cherchant respectivement à voir le monde d'une façon strictement matérielle et à résoudre les problèmes selon une idéologie propre au matérialisme. Pendant longtemps, en France, on connaîtra une opposition entre les révolutionnaires et les catholiques. Au Canada français, le même type d'opposition mènera à la querelle ultra-montaine. Derrière toutes ces querelles, se dresse une méfiance face aux idées libérales ressortant de l'esprit du siècle des Lumières, et d'un point de vue religieux au relativisme du modernisme.
L'Église n'énonça pas de condamnation, et l’évolution entra dans l’éducation chrétienne avec les progrès de la scolarité au XXe siècle. Et on remarque que ni la diffusion ni la popularité du jésuite Pierre Teilhard de Chardin ne furent vraiment entamées.
Il faut dire aussi que tout en maintenant le principe de l'inerrance biblique, la pensée catholique en détermine alors mieux les contours, et intègre la critique de ses sources bibliques. L’exégèse ne considère pas la Genèse comme devant être lue au sens littéral, poursuivant une tradition de lecture polysémique très ancienne (les Quatre sens de l'Écriture) puisque ce fut celle des penseurs de l’école de Chartres du XIIe siècle ou même de Pères de l'Église comme saint Augustin ou Origène.
Pour autant, il est insuffisant pour un catholique de parler seulement de « style poétique » pour rendre compte de ces récits de la Genèse (sous entendu : ce n'est que mythe ou légende). Sans pour autant prétendre être une description scientifique au sens moderne du terme, la Bible contient bien certaines vérités historiques révélées.
À la question « Quelles sont les vérités fondamentales que nous révèle l’Écriture Sainte ? ». Sont alors précisés:
1. Au commencement c’est Dieu qui a opéré toute la Création.
2. Le premier homme a été l’objet d’une création particulière de la part de Dieu.
3. La femme a été formée consubstantielle à l’homme (« tirée de son côté »).
4. Unité du genre humain (Dieu n’a pas créé plusieurs couples).
5. Nos premiers parents avaient été créés dans l’état de Justice, d’intégrité et d’immortalité (= félicité originelle).
6. Dieu avait donné à l’homme un précepte formel ( / « fruit » dangereux défendu).
7. Mais l’homme, à l’instigation du démon l’a transgressé.
8. D’où sa déchéance par rapport à l’état primitif originel.

Mais Dieu n’abandonne pas sa créature, et promet un rédempteur futur.

### Pie XII
Dans l'encyclique Humani Generis, Pie XII reconnaît explicitement que les théologiens et les scientifiques peuvent débattre de l'origine du corps humain en tant qu'il vient d'une matière vivante préexistante, l'âme elle-même étant directement créée par Dieu.
Il rejette officiellement la thèse du polygénisme comme incompatible avec la doctrine du péché originel, dans l'état actuel de la théologie.
Dans l'encyclique Divino afflante Spiritu (1943), il recommande :
« Il faut absolument que l'exégète remonte en quelque sorte par la pensée jusqu'à ces siècles reculés de l'Orient, afin que, s'aidant des ressources de l'histoire, de l'archéologie, de l'ethnologie et des autres sciences, il discerne et reconnaisse quels genres littéraires les auteurs de cet âge antique ont voulu employer et ont réellement employés ».
En 1948, la Commission pontificale pour les études bibliques émet un avis sur les onze premiers chapitres de la Genèse :
« La question des formes littéraires des onze premiers chapitres de la Genèse est bien plus obscure et complexe. Ces formes littéraires ne répondent à aucune de nos catégories classiques et ne peuvent pas être jugées à la lumière des genres littéraires gréco-latins ou modernes. On ne peut donc en nier ni affirmer l'historicité en bloc sans leur appliquer indûment les normes d'un genre littéraire sous lequel ils ne peuvent pas être classés. Si l'on s'accorde à ne pas voir dans ces chapitres de l'histoire au sens classique et moderne, on doit avouer aussi que les données scientifiques actuelles ne permettent pas de donner une solution positive à tous les problèmes qu'ils posent. »

### Paul VI
En 1966, lors d’un Symposium de théologie sur « le Péché originel et les sciences naturelles modernes », le pape Paul VI a condamné sévèrement les théologiens qui « partant du préjugé du polygénisme, nient, plus ou moins clairement, que le péché duquel proviennent tant de maux pour l’humanité, ait été avant tout la désobéissance d’Adam, le premier homme ».

### Jean-Paul II
Après Vatican II, l'Église catholique reste discrète sur cette doctrine jusqu'au 22 octobre 1996 lors d'une intervention devant l'Académie pontificale des sciences du pape Jean-Paul II.
Il y déclare que « près d’un demi-siècle après la parution de l’Encyclique (Humani generis), de nouvelles connaissances conduisent à reconnaître dans la théorie de l’évolution plus qu’une hypothèse », nuançant en précisant qu'il faut parler davantage pour ces variations de théories de l'évolution.
Par ailleurs, il affirme que certaines d'entre elles « qui, en fonction des philosophies qui les inspirent, considèrent l’esprit comme émergeant des forces de la matière vivante ou comme un simple épiphénomène de cette matière, sont incompatibles avec la vérité de l’homme ».
L'archevêque de Vienne Christoph von Schönborn publia le 7 juillet 2005 dans le New York Times une tribune affirmant que l'on ne pouvait interpréter les discours de Jean-Paul II comme étant une reconnaissance de l'évolutionnisme. Et dans son argumentation, Christoph von Schönborn reprend des arguments qui penchent davantage vers un « créationnisme doux », dans le genre de l'intelligent design (le dessein intelligent).
L'Église accepte la neutralité de la science, mais craint des extrapolations philosophiques déviantes. Le terme évolutions n'est pas neutre, comme le serait celui de « variations », mais lourd de présupposés philosophiques (orienté vers quoi ?).
On pourrait dire que le fait que Dieu ait pris un australopithèque ou un singe pour lui insuffler une âme spirituelle est admissible du point de vue catholique, car cet esprit fait alors de l'homme un être substantiellement différent, et voulu comme tel par Dieu ; la « glaise » du récit de la Genèse étant bien une matière préexistante à l'homme, créée, elle, aussi par Dieu, et dont il se sert pour fabriquer le corps humain.
Dans l'encyclique Fides et Ratio (1988) est rappelé que la distinction entre science et religion n'entraîne pas leur opposition.
Les chrétiens croient toujours « en Dieu, le Père Tout-Puissant, Créateur du ciel et de la terre, de l'univers visible et invisible » tel que défini par le Symbole de Nicée (325), mais les catholiques admettent que cet univers puisse évoluer selon les lois voulues par Dieu, et que la science doit continuer de découvrir.

### Benoît XVI
Le pape Benoît XVI précise le point de vue de l'Église catholique en avril 2007 : le christianisme a fait « l'option de la priorité de la raison créatrice au début de tout et principe de tout. » Il a ainsi rejeté la seconde option possible, celle de « la priorité de l'irrationnel selon laquelle tout ce qui fonctionne sur la terre et dans nos vies serait seulement occasionnel et un produit de l'irrationnel » et affirme que « chacun de nous est le fruit d'une pensée de Dieu. »
Cette prise de position ne contredit pas la théorie de l'évolution, mais refuse que cette théorie dicte la vision que l'on doit avoir de la personne humaine.

### François
Dans une allocution à l'académie pontificale des sciences le pape François explique en octobre 2014 que « le Big Bang, qui est aujourd'hui considéré comme les origines du monde, n'est pas en contradiction avec l'intervention créative de Dieu, au contraire, il la nécessite ». Il poursuit en expliquant que « l'évolution dans la nature n'est pas incompatible avec la notion de création, parce que l'évolution requiert la création de choses qui évoluent. »